# Stipagrostis garubensis
Stipagrostis garubensis är en gräsart som först beskrevs av Pilg., och fick sitt nu gällande namn av De Winter. Stipagrostis garubensis ingår i släktet Stipagrostis och familjen gräs. Inga underarter finns listade i Catalogue of Life.